# 约翰·泰特 (拳击运动员)
约翰·泰特（英語：John Tate，1955年1月29日—1998年4月9日），美国男子拳击运动员。他曾代表美国参加1976年夏季奥林匹克运动会拳击比赛，获得一枚铜牌。他于1998年死于交通事故。